# Direzioni territoriali dell'economia e delle finanze
Le Direzioni territoriali dell'economia e delle finanze, anche DTEF, fino al 2 aprile 2008 denominate Direzioni provinciali dei servizi vari (già Direzioni provinciali del tesoro) erano organi periferici del Ministero dell'Economia e delle Finanze - Dipartimento dell'Amministrazione generale, del personale e dei servizi del tesoro presenti in ogni provincia.
L'art. 2, comma 1 ter della legge 22 maggio 2010, n. 73 ha disposto la soppressione delle DTEF e la riallocazione delle funzioni da esse svolte presso gli uffici centrali del Dipartimento dell'amministrazione generale, del personale e dei servizi, ovvero
presso le ragionerie territoriali dello Stato. Con DM 23/12/2010 la cessazione delle attività delle DPT è stata fissata all'1/3/2011.

## Funzioni
Il compito principale di questo ufficio era l'erogazione degli stipendi ai dipendenti del comparto Stato, scuola, istituti di alta formazione e agenzie.
Fino al 1998 le Direzioni provinciali dei servizi vari erogavano pensioni ai dipendenti pubblici. Il servizio viene reso ora dall'INPDAP
Altri compiti delle direzioni erano:
- il pagamento delle pensioni di guerra e tabellari;
- il pagamento degli indennizzi alle vittime del terrorismo;
- il pagamento dei fitti;
- la gestione dei depositi di pertinenza della cassa depositi e prestiti.
- le commissioni mediche di verifica.

## Organizzazione
Le Direzioni territoriali dell'economia e delle finanze erano diffuse su tutto il territorio nazionale ed erano organizzate in sedi regionali e uffici provinciali. Esse erano:
- Abruzzo, con gli uffici di Chieti, L'Aquila, Pescara, Teramo;
- Basilicata, con gli uffici di Matera, Potenza;
- Calabria, con gli uffici di Catanzaro, Cosenza, Crotone, Reggio Calabria, Vibo Valentia;
- Campania, con gli uffici di Avellino, Benevento, Caserta, Napoli, Salerno;
- Emilia-Romagna, uffici di Bologna, Ferrara, Forlì e Cesena, Modena, Parma, Piacenza, Ravenna, Reggio Emilia, Rimini;
- Friuli-Venezia Giulia, con gli uffici di Gorizia, Pordenone, Trieste, Udine;
- Lazio, con gli uffici di Frosinone, Latina, Rieti, Roma, Viterbo;
- Liguria, con gli uffici di Genova, Imperia, La Spezia, Savona;
- Lombardia, con gli uffici di Bergamo, Brescia, Como, Cremona, Lecco, Lodi, Mantova, Milano, Pavia, Sondrio, Varese;
- Marche, con gli uffici di Ancona, Ascoli Piceno, Macerata, Pesaro e Urbino;
- Molise, con gli uffici di Campobasso, Isernia;
- Piemonte, con gli uffici di Alessandria, Asti, Biella, Cuneo, Novara, Torino, Verbano Cusio Ossola, Vercelli;
- Puglia, con gli uffici di Bari, Brindisi, Foggia, Lecce, Taranto;
- Sardegna, con gli uffici di Cagliari, Nuoro, Oristano, Sassari;
- Sicilia, con gli uffici di Agrigento, Caltanissetta, Catania, Enna, Messina, Palermo, Ragusa, Siracusa, Trapani;
- Toscana, con gli uffici di Arezzo, Firenze, Grosseto, Livorno, Lucca, Massa e Carrara, Pisa, Pistoia, Prato, Siena;
- Trentino-Alto Adige, con gli uffici di Bolzano, Trento;
- Umbria, con gli uffici di Perugia, Terni;
- Valle d'Aosta, con l'ufficio di Aosta;
- Veneto, con gli uffici di Belluno, Padova, Rovigo, Treviso, Venezia, Verona, Vicenza.

## La gestione dei depositi definitivi di pertinenza della Cassa depositi e prestiti
La Cassa depositi e prestiti fu istituita nel 1863 allo scopo di ricevere e amministrare i depositi effettuati da privati, enti o amministrazioni, volontariamente o in base a disposizioni di legge o regolamenti o prescritti da un'attività giudiziaria o amministrativa, nonché concedere prestiti a lunga scadenza agli enti pubblici per la realizzazione di beni strutturali.
Fino al 30 giugno 1983 è stata strutturata come Direzione generale del Ministero del Tesoro, dal 1º luglio 1983, con legge 13 maggio 1983, n. 97 fu trasformata in Ente autonomo con proprio bilancio ed organizzazione autonoma, con la contestuale soppressione della Direzione generale.
Con decreto legge n. 269 del 30 settembre 2003, convertito, con modificazioni, nella legge n. 326 del 24 novembre 2003, la Cassa è stata trasformata in Società per azioni.
Con il deposito della somma presso la Sezione di tesoreria provinciale dello Stato sui conti di cassa, si realizza il contratto di deposito che ha caratteristiche analoghe a quelle previste dall'art. 1773 del Codice civile, per il quale la Cassa assume la figura giuridica di terza depositaria e il proprietario del deposito quello di depositante a l'Amministrazione a favore della quale il deposito viene effettuato, di ente cauzionato.

### Tipologie dei depositi
I depositi definitivi si distinguono in volontari ed obbligatori. I primi, ormai desueti, erano effettuati, senza vincolo alcuno, quale impiego di capitali.
I depositi obbligatori. Prescritti da leggi o regolamenti amministrativi o da disposizioni giudiziarie, possono essere cauzionali, amministrativi e giudiziali.
I depositi cauzionali sono effettuati a titolo di garanzia da imprenditori per la fornitura di beni o servizi alla Pubblica Amministrazione in genere, da affittuari di beni patrimoniali dello Stato a garanzia del pagamento del canone e comunque, da terzi, in esecuzione di dettati normativi.
I depositi amministrativi riguardano, invece, le indennità sulle espropriazioni per causa di pubblica utilità ordinate da una Pubblica Amministrazione.
I depositi giudiziari sono costituiti o con valori la cui proprietà è contestata in giudizio, o da somme derivanti da espropriazioni forzate mobiliari o immobiliari o per darne esecuzione a provvedimento dell'autorità giudiziaria.
I depositi. Oggi costituibili solo in contanti, qualunque sia la loro natura, possono essere fruttiferi se di importo pari o superiore ad 250,00 € o infruttiferi se di importo inferiore.
I tassi d'interesse su base annua sono pari all'1,50% per i depositi amministrativi e giudiziari e all'1,00% per i cauzionali. Vengono computati, considerando l'anno finanziario (360 giorni) e decorrono dal 31º giorno dopo quello del versamento.

### Operazioni sui depositi definitivi
Le operazioni di deposito si sviluppano in tre fasi:
1. l'iscrizione
2. la gestione del deposito
3. la restituzione.

La prima fase, quella dell'iscrizione, inizia con la compilazione, da parte del depositante, del modello unificato che si compone di una parte descrittiva e da una parte dove vengono indicati i valori che si versano. La compilazione ed il versamento si effettuano presso la Sezione di tesoreria provinciale dello Stato.
Nel modello vanno indicati:
- nome, cognome, domicilio e codice fiscale del depositante
- per conto e con valori di chi effettua il deposito
- l'ammontare dei valori che si depositano
- la causale del deposito, le condizioni a cui è sottoposto, gli eventuali vincoli e la denominazione dell'ente cauzionato.

La dichiarazione di deposito è soggetta ad imposta di bollo.
Sono esenti da imposta di bollo i depositi costituiti da amministrazioni governative nell'interesse dello Stato e i depositi amministrativi costituiti in seguito ad espropri per pubblica utilità.
L'originale del modello viene trasmesso dalla Sezione di tesoreria alla Direzione provinciale dei servizi vari competente mentre all'interessato la stessa sezione rilascia la quietanza attestante il versamento effettuato.
La DPSV costituisce un fascicolo, intestato al deposito, numerato progressivamente e nel quale verranno inseriti tutti gli atti inerenti al deposito; provvede all'emissione della polizza, soggetta all'imposta di bollo ed iscrive il deposito nel programma SVILDEP.

### Gestione degli interessi sui depositi
Il deposito in contanti, fino a 249,99 € non dà luogo ad interessi, mentre, per importi pari o superiori ad 250,00 € si opera nel seguente modo:
- per un capitale da 250 € a 1499,99 € all'atto della restituzione del deposito;
- per un capitale da 1500,00 € a 2499,99 € ogni 5 anni
- per un capitale da 2500,00 € a 4999,99 € ogni anno
- per un capitale oltre 5000,00 € ogni sei mesi.

### Restituzione dei depositi
Cessate le motivazioni che hanno portato alla costituzione del deposito ed accertata l'inesistenza di legali impedimenti si procede alla restituzione del deposito.
Il depositante presenta alla DPSV presso la quale è giacente il deposito, una domanda in bollo, contenente tutte le indicazioni del deposito e le modalità di riscossione.
Per quanto riguarda i depositi amministrativi e giudiziari, la restituzione avviene in base a provvedimenti dell'autorità che ne ha disposto la costituzione o, in caso di depositi costituiti per espropri di pubblica utilità, dal giudice che nel dispositivo deve chiaramente indicare tutte le generalità e i codici fiscali dei soggetti a favore dei quali si darà corso alla restituzione.

### Operazioni di incameramento
Si possono avere due tipi di incameramento: il primo richiesto dall'Ente cauzionato nel caso in cui il depositante non abbia tenuto fede alle condizioni per cui era stato costituito il deposito stesso e il relativo importo viene, dalla DPSV, fatto affluire nelle casse dell'Ente. Il secondo è disposto dalla Cassa e allo scopo di eliminare dalle scritture contabili e patrimoniali quei depositi di modesto importo.

## Le pensioni privilegiate tabellari
Sono pensioni concesse ai militari di truppa ed ai graduati che abbiano contratto un'infermità durante il servizio di leva. Non vengono liquidate in base alla paga percepita, ma sulla base di apposite tabelle stabilite per legge.
Le pensioni privilegiate tabellari sono classificate in otto categorie a seconda delle infermità o lesioni contratte.

### Legislazione
Sono disciplinate dal T.U. delle pensioni n. 70 del 21 febbraio 1895 e successivi.
La più importante riforma, si è avuta con l'entrata in vigore del T.U. sulle pensioni ordinarie con D.P.R. 1092/93.
Nel corso degli anni gli importi tabellari sono stati via via aumentati.
Con la legge n. 9/80 si è provveduto ad unificare le tabelle a seguito dell'eliminazione della distinzione per grado rivestito.
Dal 1/1/1979 il conteggio degli arretrati avviene con procedura automatizzata.
Dal 1/1/1989 non vengono più applicate le ritenute assistenziali.

### Assegni accessori sulle pensioni privilegiate tabellari
Oltre agli importi tabellari, vengono erogati ai titolari degli assegni altri importi accessori.

#### Indennità di caroviveri
Introdotta dal 1º gennaio 1919 fino a tutto il 31 dicembre 1975, non compete al titolare che presta opera retribuita alle dipendenze dello Stato, amministrazioni pubbliche ed enti pubblici.

#### Tredicesima mensilità
Opera dal 1º gennaio 1953 sulle voci pensioni e caroviveri. La tredicesima non compete al titolare che presta opera retribuita alle dipendenze dello Stato, amministrazioni pubbliche ed enti pubblici.

#### Indennità integrativa speciale
Opera dal 1º luglio 1959. Nel caso di titolare di più pensioni l'indennità integrativa speciale spetta una sola volta.
Per il pensionato che presta opera lavorativa, l'indennità integrativa speciale compete se il pensionato presta opera retribuita alle dipendenze di privati. Non compete al titolare che presta opera retribuita alle dipendenze dello Stato, amministrazioni pubbliche ed enti pubblici. Dal 1º gennaio 1979 non compete a chi presta opera retribuita salvo che per l'integrazione al minimo INPS.

#### Assegni accessori su pensioni tabellari privilegiate di 1ª categoria
Ai titolari di trattamento privilegiato di I CTG spettano gli stessi assegni accessori alle stesse condizioni come per i titolari di pensione di guerra di I CTG.

## Le pensioni di guerra
Il trattamento economico (pensione, assegno o invalidità) di guerra costituisce un atto risarcitorio di riconoscimento e di solidarietà dello Stato nei confronti di coloro che, a causa della guerra, abbiano subito menomazioni nell'integrità fisica o la perdita di un congiunto.

## La gestione delle spese fisse
L'ordinazione della spesa da parte dello Stato può essere effettuata in diversi modi:
- con mandato diretto (ora informatico) legge 908/60;
- con accreditamento di somme a favore di un funzionario delegato;
- con ruolo di spesa fissa.

Il ruolo di spesa fissa è pertanto una modalità di ordinazione della spesa da parte dello Stato che si effettua proprio per quelle spese ricorrenti nel tempo, quindi fisse e continuative.
Per quanto riguarda il pagamento degli stipendi, la questione è regolata dal DPR 138/86 che autorizza la DPSV ad aprire le partite, e ad effettuare su di essa tutte le variazioni stipendiali che si rendano necessarie sulla base di provvedimenti autorizzativi emessi dall'ordinatore primario di spesa.
La partita di spesa fissa, è un documento amministrativo contabile che descrive la posizione giuridica ed economica del relativo titolare, e riporta i pagamenti eseguiti.
Tale supporto cartaceo riveste un'importanza notevole non può essere oggetto di scarto d'archivio.

### Il conguaglio contributivo
L'art. 2, comma 10 della L. 335/95 prevede che la disposizione contenuta nel precedente comma 9, relativa ai criteri di determinazione della base contributiva e pensionabile, operi solo per la parte eccedente la quota di maggiorazione del 18%. Pertanto, sulla indennità accessorie che, dal 1º gennaio 1996, fanno parte della base pensionabile, la ritenuta ai fini pensionistici viene effettuata sulla sola quota dell'ammontare complessivo delle indennità stesse che ecceda la predetta maggiorazione del 18%.
Il conguaglio contributivo di fine anno viene effettuato contestualmente al conguaglio fiscale. Eventuali debiti contributivi scaturiti dal conguaglio, vengono recuperati in quattro rate mensili che riducono l'imponibile fiscale, mentre il credito viene rimborsato in unica soluzione e si somma all'imponibile fiscale.

### Il contenzioso in materia di spese fisse stipendiali
Non vi è alcuna norma che disciplini l'irripetibilità delle somme indebitamente erogate dalla pubblica amministrazione e riscosse in buona fede dall'amministrato a titolo di stipendio. La sola norma che faccia riferimento alla buona fede del percipiente è contenuta nell'art. 206 del DPR 1092/73 non è estendibile agli stipendi in quanto la norma tratta di provvedimenti definitivi di concessione o liquidazione di pensioni.
Il diritto dello Stato al recupero dei crediti erariali è soggetto a prescrizione decennale prevista dall'art. 2946 del C.C.
Alle DPSV è demandato il compito di recuperare il credito erariale risultato sul ruolo di spesa fissa ai sensi dell'art. 3 – comma 1 – del DPR 1544/1955.
La DPSV è tenuta a dare l'avvio del procedimento ai sensi dell'art. 7 della legge 241/90.
Il provvedimento deve indicare le norme che disciplinano il recupero dei crediti erariali:
- art. 406 del Regolamento di contabilità generale dello Stato approvato con R.D. n. 827/1924;
- art. 3 del R.D.L. n. 295/1939
- art. 3 DPR 1544/1955
- art. 579 delle I.G.S.T. (Istruzioni generali sui servizi del tesoro) approvate con D.M. 15 dicembre 1972.

Va precisato che al dirigente della DPSV spetta la discrezionalità di concedere la dilazione dell'indebito, non essendo la stessa azione un mero atto dovuto nei confronti del richiedente. All'accoglimento della domanda di dilazione del debitore, segue l'emissione di una “determinazione direttoriale”.
Recupero credito erariale su ruolo di spesa fissa chiuso, a cura del servizio entrate tesoro.
Trascorsi 30 giorni dalla data di avvenuta notifica dell'interessato del provvedimento di recupero credito erariale su Ruolo di Spesa Fissa chiuso, il Servizio Spese Fisse segnalerà con modello 32 – in duplice copia – al servizio Entrate Tesoro Sede, di procedere coattivamente ai sensi del R.D. 639/1910.
Contro i provvedimenti emessi dalla DPSV è ammesso il ricorso dell'intestatario di Ruolo di Spesa Fissa al giudice ordinario in funzione del giudice del lavoro.
L'art. 45 – comma 17 – del D. Lgs. N. 80/1998, ha attribuito al Giudice Ordinario, in funzione del Giudice del Lavoro, le controversie relative a questioni attinenti al periodo di rapporto di lavoro successivo al 30 giugno 1998.

### Tentativo obbligatorio di conciliazione
Il tentativo obbligatorio di conciliazione costituisce condizione di procedibilità dell'azione dinanzi al Giudice Ordinario, come previsto dall'art. 412 bis del codice di procedura civile. Si prevede infatti che le controversie individuali debbano essere trattate attraverso un tentativo di conciliazione, secondo procedure stabilite dai contratti e dinnanzi a un collegio di conciliazione istituito presso la Direzione provinciale del lavoro (DPL).
Il collegio è composto dal direttore della DPL, da un rappresentante dell'Amministrazione e da un rappresentante del lavoratore.
La domanda giudiziale diventa procedibile trascorsi 90 giorni dalla promozione del tentativo di conciliazione.
Se è stato promosso ricorso giudiziale senza aver esperito preventivamente il tentativo obbligatorio di conciliazione, il Giudice Ordinario sospende il giudizio e fissa alle parti il termine perentorio di 60 giorni per promuovere il tentativo di conciliazione.
Decorsi 90 giorni dal tentativo di riconciliazione, la parte ricorrente può impugnare il provvedimento dinanzi al Giudice Ordinario in funzione del Giudice del Lavoro.
Se la conciliazione riesce, viene redatto un processo verbale sottoscritto dalle parti e dai componenti del collegio di conciliazione. Il verbale costituisce titolo esecutivo.
Se non si raggiunte l'accordo tra le parti, il collegio di conciliazione formula una proposta per la bonaria definizione della controversia. Se la stessa non viene accettata, sono riassunti i termini per l'opposizione e nel verbale vengono espresse le valutazioni espresse dalle parti.
Entro il termine di 180 giorni dalla data di mancata conciliazione, il titolare di Ruolo di Spesa Fissa può adire il giudice ordinario in funzione del Giudice del Lavoro.
In caso di mancata proposizione entro i 180 giorni dalla data del verbale di mancata conciliazione presso la Direzione provinciale del lavoro, il giudice dichiara d'ufficio l'estinzione del procedimento con formale emissione di un Decreto.

### Prescrizione
La Prescrizione è regolata dall'art. 2946 del Codice Civile e dall'art. 624 delle Istruzioni Generali sui Servizi del Tesoro).
Il diritto dello Stato al recupero dei crediti erariali è soggetto a prescrizione decennale.
La prescrizione inizia il suo corso dalla data di notifica dell'atto al dipendente pubblico.
La prescrizione deve essere esplicita ed eccepita dal debitore.
La prescrizione non può essere rilevata d'ufficio (art. 2938 C.C.)
Se il debitore eccepisce la prescrizione in via amministrativa, la D.P.S.V. deve tenerne conto al fine del recupero del credito erariale.
Il pagamento del debito prescritto – anche se non costituisce un dovere giuridico – rappresenta un obbligo morale sicché il debitore che paga spontaneamente il suo debito non può farsi restituire quanto ha pagato (art. 2940 del C.C.).

## Le commissioni mediche di verifica
Ai sensi dell'art. 38 della Costituzione, assicurare ai cittadini non in grado di svolgere attività lavorativa, un livello minimo di sussistenza economica.
Tale fine si realizza attraverso l'erogazione di trattamenti economici a soggetti riconosciuti invalidi.
I soggetti che possono accedere a tale diritto sono:
- minorati;
- invalidi civili;
- ciechi;
- sordomuti;

purché:
- cittadini italiani residenti;
- cittadini appartenenti all'U.E. e residenti in Italia per motivi di lavoro;
- apolidi residenti;
- stranieri con permesso di soggiorno di durata non inferiore ad un anno;
- rifugiati stranieri residenti in Italia

Competente a pronunciarsi definitivamente è la commissione medica di verifica sulla base di giudizi formulati dalle Commissioni Sanitarie delle A.S.L.
Furono istituite il 6 settembre 1989, in applicazione del D.M. del Tesoro del 6 luglio 1989, nell'ambito di ciascuna Provincia, le commissioni mediche di periferiche per le pensioni di guerra e l'invalidità civile, già commissioni mediche del Tesoro.
Dal 1998 sono divenute commissioni mediche di verifica.
La CMV è presieduta da un presidente nominato dal Tesoro, che coordina con legalità e regolarità l'attività della CMV e dei suoi membri, stabilendo altresì i turni delle sedute ed il numero di visite da effettuare.
L'incarico di medico convenzionato della CMV è incompatibile con l'incarico contemporaneo di componente di commissione medica dell'ASL.
La commissione medica di verifica controlla sia i verbali relativi alle domande tendenti ad ottenere la pensione, l'assegno o l'indennità di indennità civile, sia i verbali relativi alle domande tendenti ad ottenere benefici diversi (collocamento obbligatorio, assegnazione di protesi, esenzione del ticket, ecc).
La CMV può conformarsi ai pareri espressi dalla commissione sanitaria della ASL e quindi restituire il verbale, entro 60 giorni con l'apposizione del proprio timbro. In caso di non accettazione del parere, in seduta collegiale, può comunicare la sospensione della procedura richiedendo ulteriori accertamenti sanitari all'ASL competente o può convocare l'interessato a visita diretta dalla quale potrà essere emesso un verbale di cui sarà inviata copia all'interessato e una copia conforme alla commissione medica dell'Asl.
Ricorsi contro il giudizio della commissione medica dell'ASL o CMV nonché contro i provvedimenti di concessione o di diniego emessi dal Direttore della DPSV.

### Le verifiche
Sono disciplinate dalla legge 291/88 - art. 3 – dal D.M. 293/89, dalla Legge 425/96. Hanno il fine di accertare la permanenza dei requisiti sanitari che hanno dato luogo al beneficio economico.
Vengono disposte dal direttore generale della Direzione centrale degli uffici locali e servizi del tesoro attraverso l'operato dei giudici convenzionati della CMV a livello periferico, o dalla commissione medica superiore, a livello Centrale.
Si realizzano attraverso piani ordinari annuali, predisposti dal direttore generale della alla Direzione centrale degli uffici locali e servizi del tesoro e piani straordinari, previsti dalla legge 425/96.
Elementi necessario per attuare i suddetti piani sono:
- il sorteggio dei nominativi;
- la predisposizione di elenchi da inviare alla DPSV
- l'acquisizione dei fascicoli amministrativi presso gli enti preposti alla concessione dei benefici;
- la predisposizione dei calendari ai fini della programmazione delle visite;
- l'effettuazione delle visite mediche;
- la compilazione dei verbali di visita da parte dei medici delle CMV incaricati.

Il nuovo sistema di accertamento prevede una verifica dei requisiti socio-economici attraverso una verifica incrociata con le banche dati di Finanze e INPS.
L'accertamento della permanenza dei requisiti sanitari avviene attraverso visita diretta dell'interessato.
Al termine della visita, i medici redigono un verbale da intendersi definitivo, in quanto non deve essere sottoposto, come in precedenza, a visto preventivo della commissione medica superiore.
Qualora sia riscontrata la permanenza dei requisiti, il verbale viene conservato agli atti della Commissione medica di verifica, altrimenti, in caso contrario, il verbale deve essere tempestivamente trasmesso alla Direzione centrale degli uffici locali e servizi del tesoro per la valutazione del comitato sanitario per l'omogeneizzazione e uniformità del giudizio medico-legale, giudizio al quale la CMV potrà adeguarsi o dissentire rendendo in quest'ultimo caso definitivo il proprio giudizio.
Il provvedimento di revoca emanato dal Direttore centrale del tesoro è preceduto dalla sospensione cautelativa dei pagamenti disposta dal direttore della DPSV con relativa comunicazione all'INPS che dovrà subito sospendere i pagamenti. La Direzione centrale degli uffici locali e servizi del tesoro, entro 90 giorni provvederà alla revoca del beneficio stesso con decorrenza dalla data della visita di verifica ai sensi della legge 425/96.
I decreti di revoca possono essere impugnati in sede giurisdizionale, presentando ricorso al giudice ordinario, sezione del lavoro del tribunale territorialmente competente.

### Integrazione all'attività delle CMV
In applicazione del DPR 377/99, in seguito al decentramento di adempimenti in materia pensionistica di guerra, la CMV viene ad occuparsi anche degli accertamenti del requisito di invalidità riguardanti gli orfani maggiorenni inabili di titolare di pensioni di guerra, dell'aggravamento della patologia che ha dato luogo alla concessione di pensione diretta di guerra per dar modo alla DPSV di procedere all'emissione del decreto concessivo di trattamento di tabella G o di tabella N.
Contro i provvedimenti emessi dalla DPSV è ammesso ricorso gerarchico in sede amministrativa entro 30 giorni dalla notifica del provvedimento al alla Direzione Centrale degli Uffici Locali e Servizi del Tesoro oppure ricorso in sede giurisdizionale alla Corte dei Conti Regionale, entro il termine di cinque anni dalla notifica del provvedimento.
La legge finanziaria del 2002 ha conferito alla CMV di pronunciarsi sull'idoneità di servizio del personale della Scuola.